# بخش شاسکوه
بخش شاسکوه یکی از بخش‌های استان خراسان جنوبی است که در شهرستان زیرکوه واقع شده‌است. نام این بخش از کوه بزرگ آن شاه آز کوه -که در زبان مردم روستا به شاسکوه تغییر یافته- برگرفته شده‌است. این بخش از دو دهستان شاسکوه و بهمن آباد تشکیل شده ‌است. مرکز بخش شاسکوه شهر آبیز است. نام بخش شاسکوه از نام قله‌ای بنام شاسکوه که بلندترین قله منطقه است گرفته شده که در مرتفع‌ترین قسمت این قله سلیمان ابن موسی ابن جعفر و سه تن از سادات موسوی مدفونند.

## دهستان‌ها

### دهستان بهمن آباد

#### روستاهای بخش
- اسفاد
- میر آباد
- نوده
- استند
- بند آخوند
- بیدخت
- پیکستان
- چاه پایاب
- چاه مگار
- حوص توبا
- حوض تاج‌احمد
- حوض تیغ‌زرد
- حوض جمشید
- حوض جهاد
- حوض جهاد استند
- حوض حاج‌شیر
- حوض حاجی‌محمد
- حوض خران
- حوض خواجه
- حوض شیخ
- حوض قادری
- حوض قاسم
- حوض گورخر
- حوض محمدجان
- حوض مسافر
- حوض یعقوبی
- خوض لپی
- شاسکوه
- فندخت
- فیروزآباد
- کافور
- کریزان
- کریزان علیا
- کلاته زرد
- نیار